# Jan Frans Dieryckx
Jan Frans Dieryckx (Torhout, 25 februari 1798 - 15 maart 1886) was burgemeester van Torhout.

## Levensloop
Dieryckx was beroepshalve notaris van 1825 tot 1869. Hij werd in dit ambt opgevolgd door zijn zoon, Aimé Dieryckx, die notaris was van 1869 tot 1902.
Dieriykx was in 1827 kapitein van de Schutterij en werd na 1830 kolonel van de Burgerwacht.
In 1848 werd hij verkozen tot liberaal provincieraadslid, mandaat dat hij uitoefende tot in 1866.
In 1849 stichtte hij de Landbouwschool, die in 1860 verhuisde naar Gembloers. 

## Burgemeester
Dieryckx was gemeenteraadslid vanaf 1830. Hij was schepen van Torhout van 1830 tot 1847 en van 1858 tot 1864. 
Hij was burgemeester van 1847 tot 1855 en van 1864 tot 1870. Hij bleef na 1870 nog zetelen als gemeenteraadslid. 